# Maria Coscia
Maria Coscia (Altavilla Irpina, 1º febbraio 1948 – Roma, 8 novembre 2019) è stata una politica italiana.

## Biografia
Nata ad Altavilla Irpina, ha vissuto a Roma dalla primissima infanzia. È morta all'età di 71 anni l'8 novembre 2019.
Laureata in Psicologia ed impegnata politicamente già da metà degli anni 60.

### Attività politica
Ha iniziato la sua esperienza con la militanza nel mondo cattolico, divenendo poi esponente del PCI, PDS, DS ed infine del Partito Democratico. Grande sostenitrice delle donne e dei loro diritti, del precariato e del tempo pieno.
È stata dirigente alla Regione Lazio, Consigliere comunale ed Assessore alla Scuola al comune di Roma nelle amministrazioni di Rutelli e Veltroni.

#### Nomina Assessorato Politiche Educative e Scolastiche
In questo ruolo ha rappresentato un punto di riferimento importante per lo sviluppo delle politiche educative e scolastiche della Capitale, segnando una vera e propria svolta nell'organizzazione del percorso formativo dei bambini 0-6 anni e delle educatrici in esso coinvolte. Durante il suo lavoro di Assessore l'offerta di posti nei nidi comunali aumentò di oltre il 70%.

#### Elezione a deputato
Alle elezioni politiche del 2008 è stata eletta deputato della XVII Legislatura nella circoscrizione Lazio 1 per il Partito Democratico.
Alle elezioni politiche del 2013 è stata riconfermata alla Camera dei Deputati, sempre nella circoscrizione Lazio 1 con il Partito Democratico.
Il suo impegno in Parlamento si è espresso principalmente nella Commissione istruzione e cultura in cui ha ricoperto il ruolo di Capogruppo.
Si è ritirata, almeno da un punto di vista ufficiale, dalla carriera politica a marzo del 2018 con la caduta del governo Gentiloni.